# Reundorf (Lichtenfels)
Reundorf ist ein Stadtteil der bayerischen Kreisstadt Lichtenfels mit 710 Einwohnern (Stand September 2022).
Das Kirchdorf liegt direkt an der östlich verlaufenden Bundesautobahn 73.

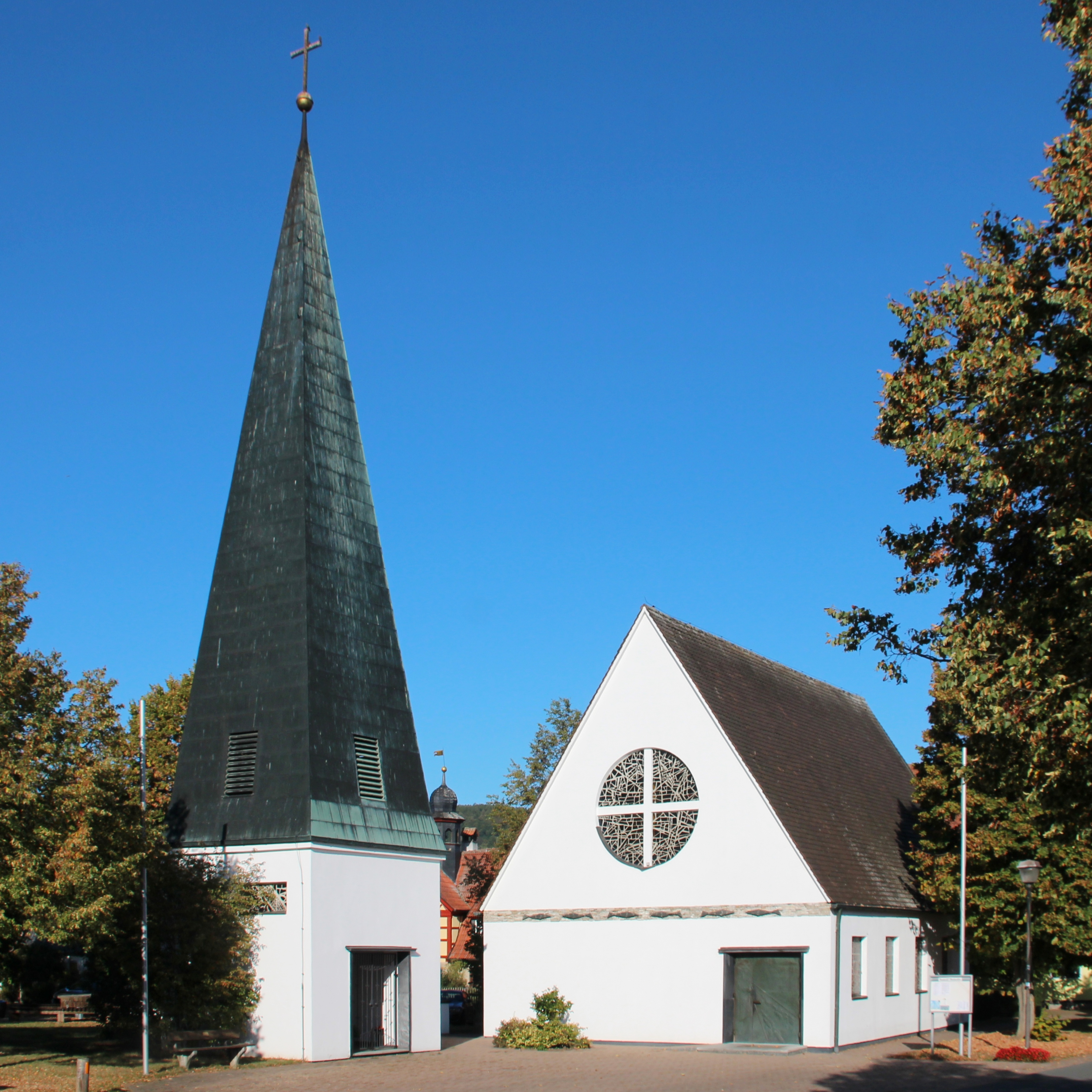
Christkönigkirche
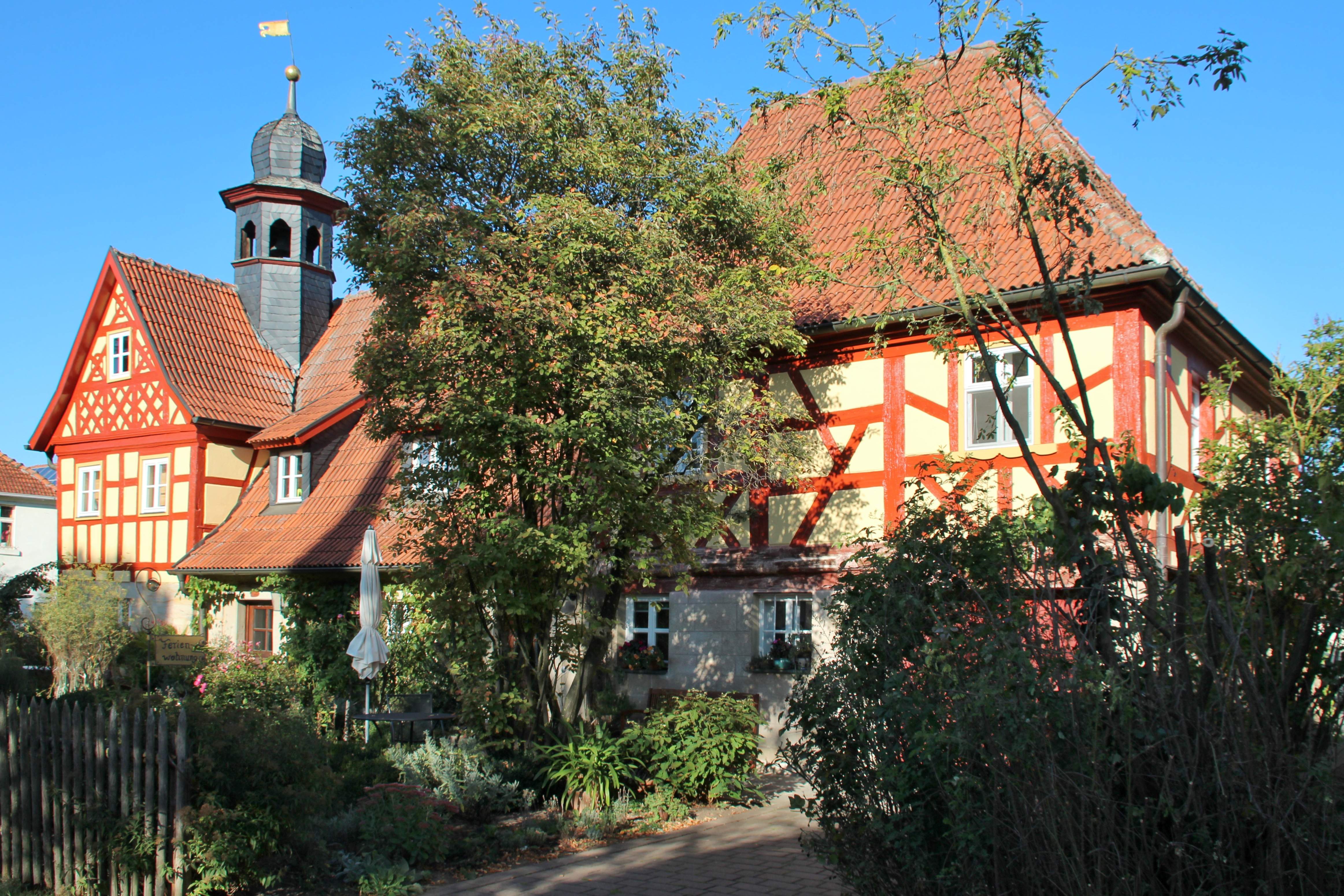
Fachwerkhaus am Christ-König-Platz
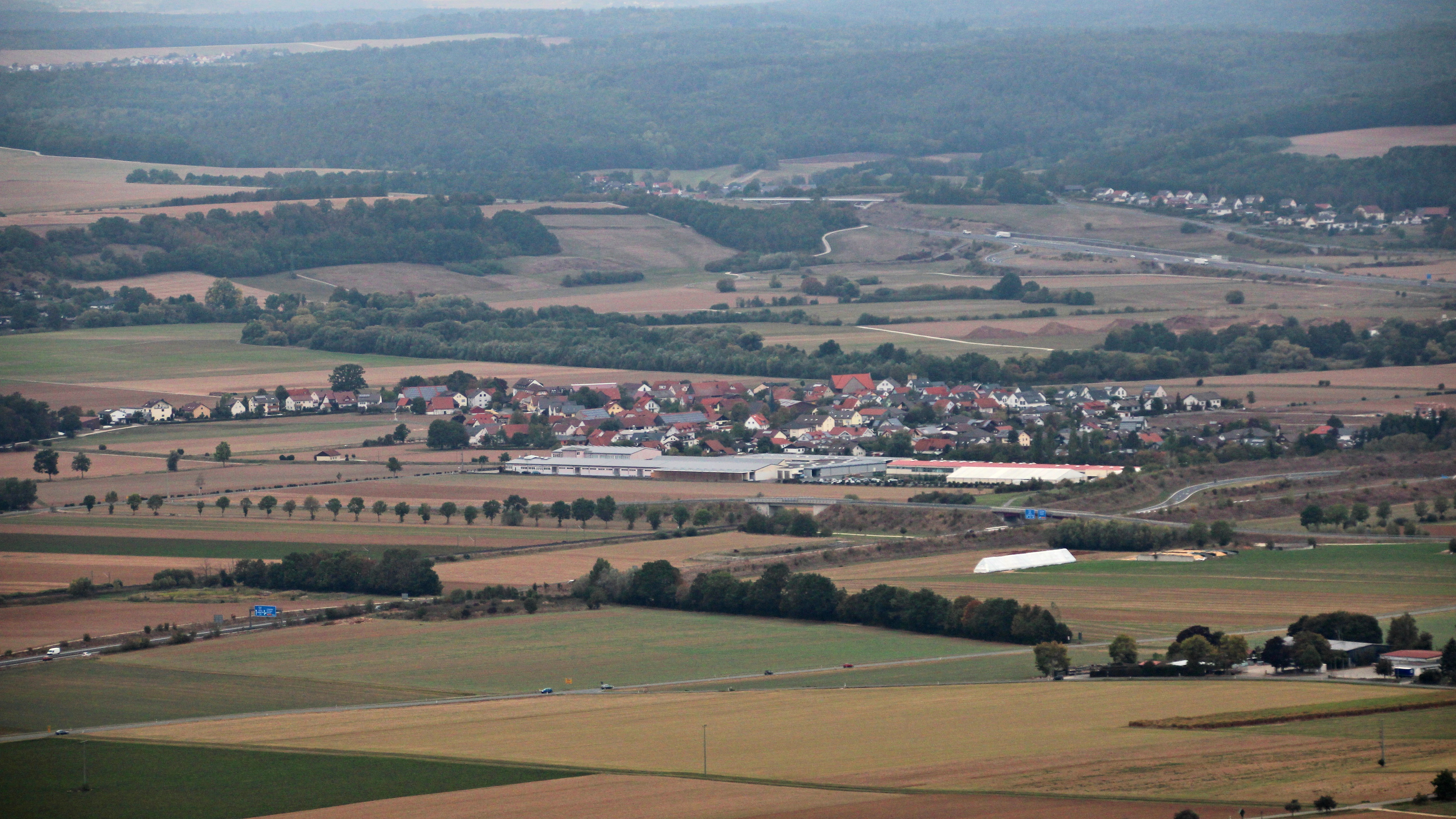
Reundorf vom Staffelberg aus gesehen

## Geschichte
„Rannendorf“ wurde erstmals im Jahr 1142 urkundlich erwähnt.
Bis zum Ende des Alten Reiches gehörte der Ort teils zum Domkapitel Bamberg und teils zum Kloster Banz.
Im Jahr 1818 wurde Reundorf, das bis dahin zur Gemeinde Schönbrunn gehört hatte, eine selbständige Gemeinde. Im Jahr 1818 hatte Reundorf 129 Einwohner, 1950 waren es 252, 1961 237 und im Jahr 1970 240. Am 1. Mai 1978 erfolgte die Eingliederung in die Stadt Lichtenfels.

## Kultur und Sehenswürdigkeiten
- Die katholische Kirche Christkönig weihte der Bamberger Weihbischof Johannes Lenhardt am 13. Mai 1965. Sie entstand nach Plänen des Direktors des Landbauamtes in Bamberg Hans Geßner. Die künstlerische Ausstattung oblag dem Lichtenfelser Kunstmaler Hubert Weber.[3] Die Orgel stellte 2005 die Orgelbauwerkstatt Volkmar Krätzer mit acht Registern, auf einem Manual und Pedal auf.
- Ehemaliges Rathaus Reundorf (Lichtenfels)

In der Liste der Baudenkmäler in Lichtenfels (Oberfranken) sind für Reundorf vier Baudenkmäler ausgewiesen.

## Regelmäßige Veranstaltungen
- Kirchweih am letzten Sonntag im Juni